# Porto Cesareo
Porto Cesáreo (Porto Chesareo pronunciación Italiana) es una localidad italiana de la provincia de Lecce, comarca de Salento región de Apulia, con 5.490 habitantes. 
Porto Cesareo está ubicado en la costa jónica del golfo de Tarento en la península de Salento,  a 26,9 km de la capital provincial.
Porto Cesáreo debe su fama a algunas de las playas más hermosa del Salento, del mar límpido y la arena blanca y finísima.
El número y la calidad de las instalaciones de alojamiento permiten ea Porto Cesáreo y sus fracciones, Torre Lapillo e Punta prosciutto, de
posicionarse detrás de Gallipoli y Otranto en los destinos favoritos del turismo del Salento.
La última playa de Porto Cesáreo antes de que empiece la provincia de Tarento, es la de Punta prosciutto, famosa por sus playas de arena blanca que se extienden por varios kilómetros con detrás de ellas dunas centenarias, cubiertas por la típica vegetación mediterránea del Salentino. La particularidad del mar radica en el hecho de que el agua poco profunda se recupera después de unos pocos metros.

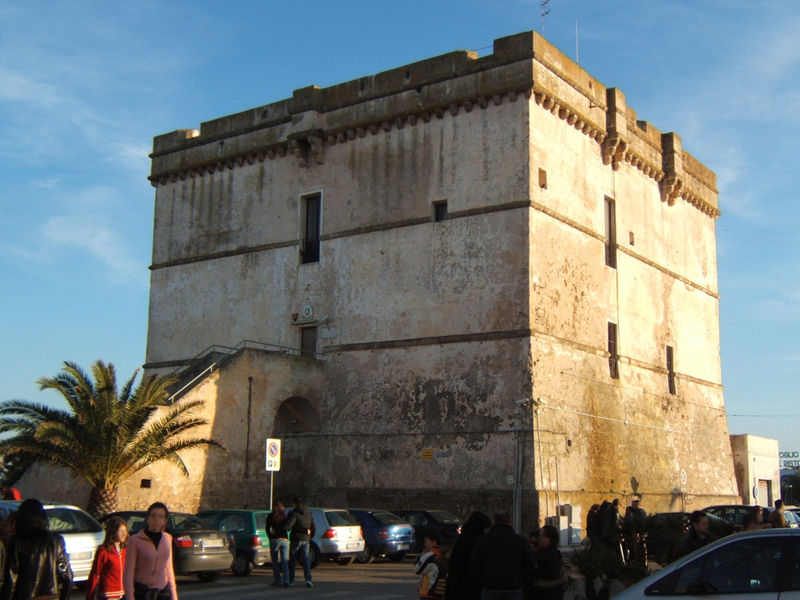
Torre de Porto Cesareo
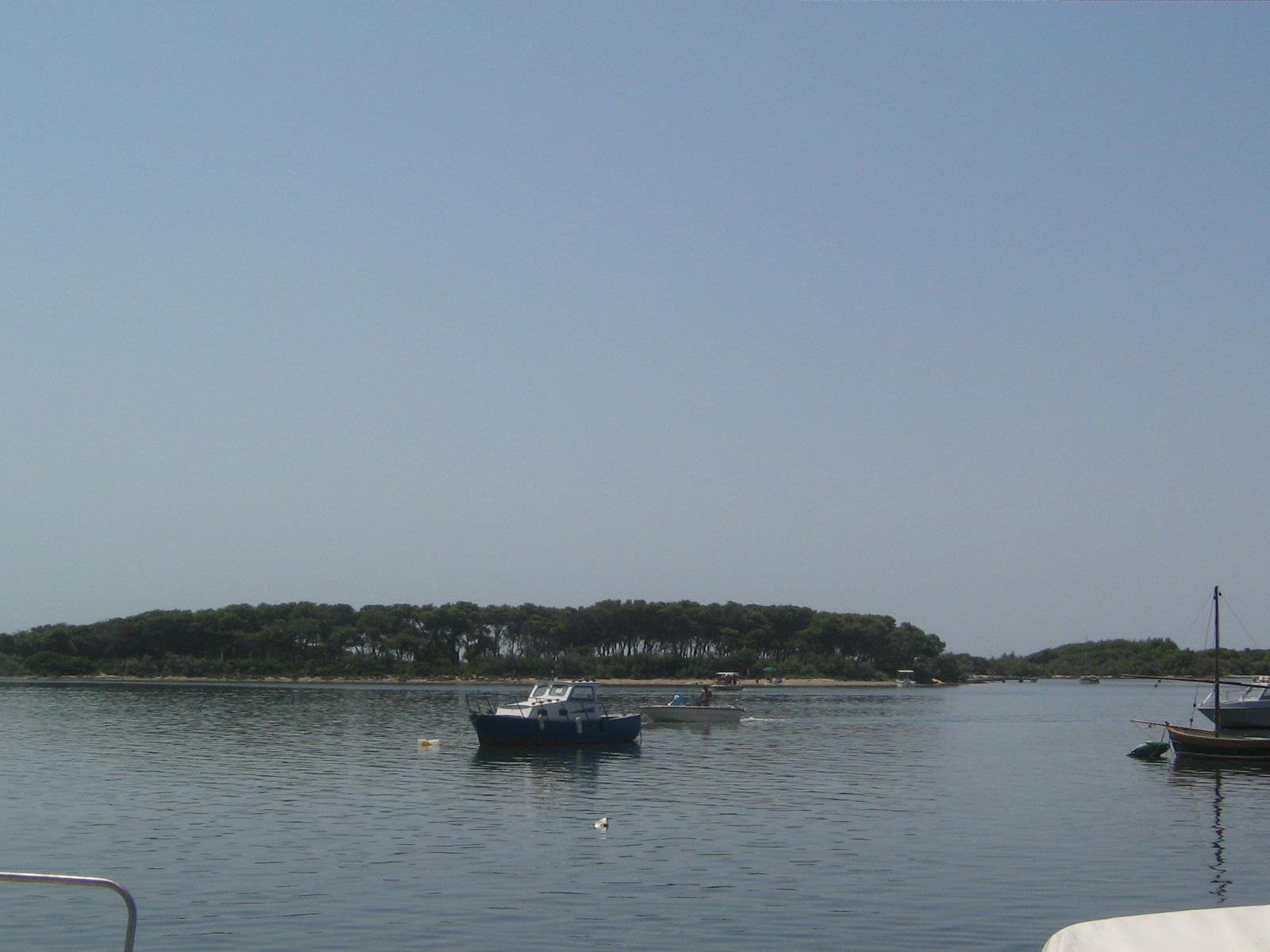
Isla de los conejos de Porto cesareo
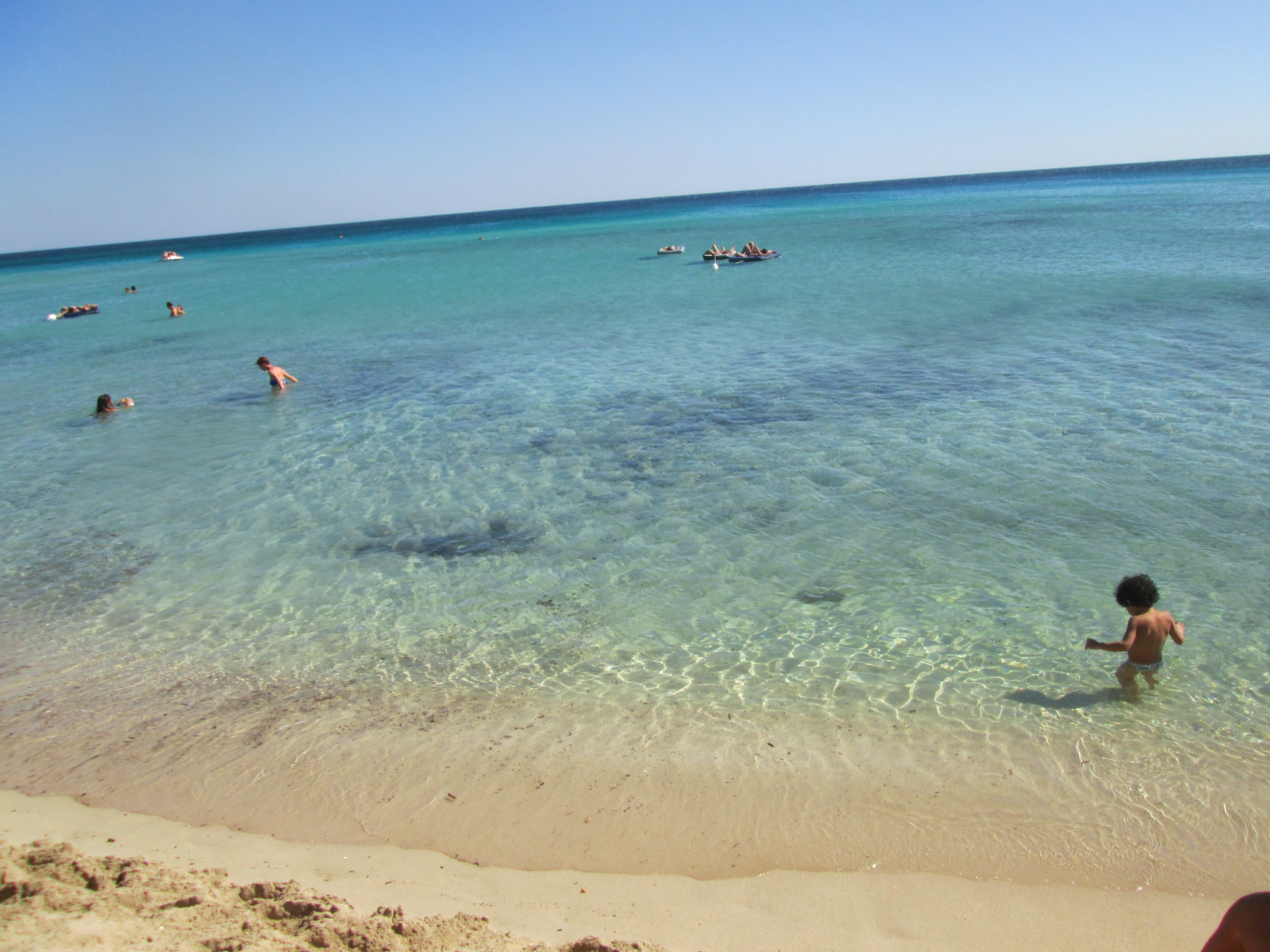
Playa de Punta Prosciutto
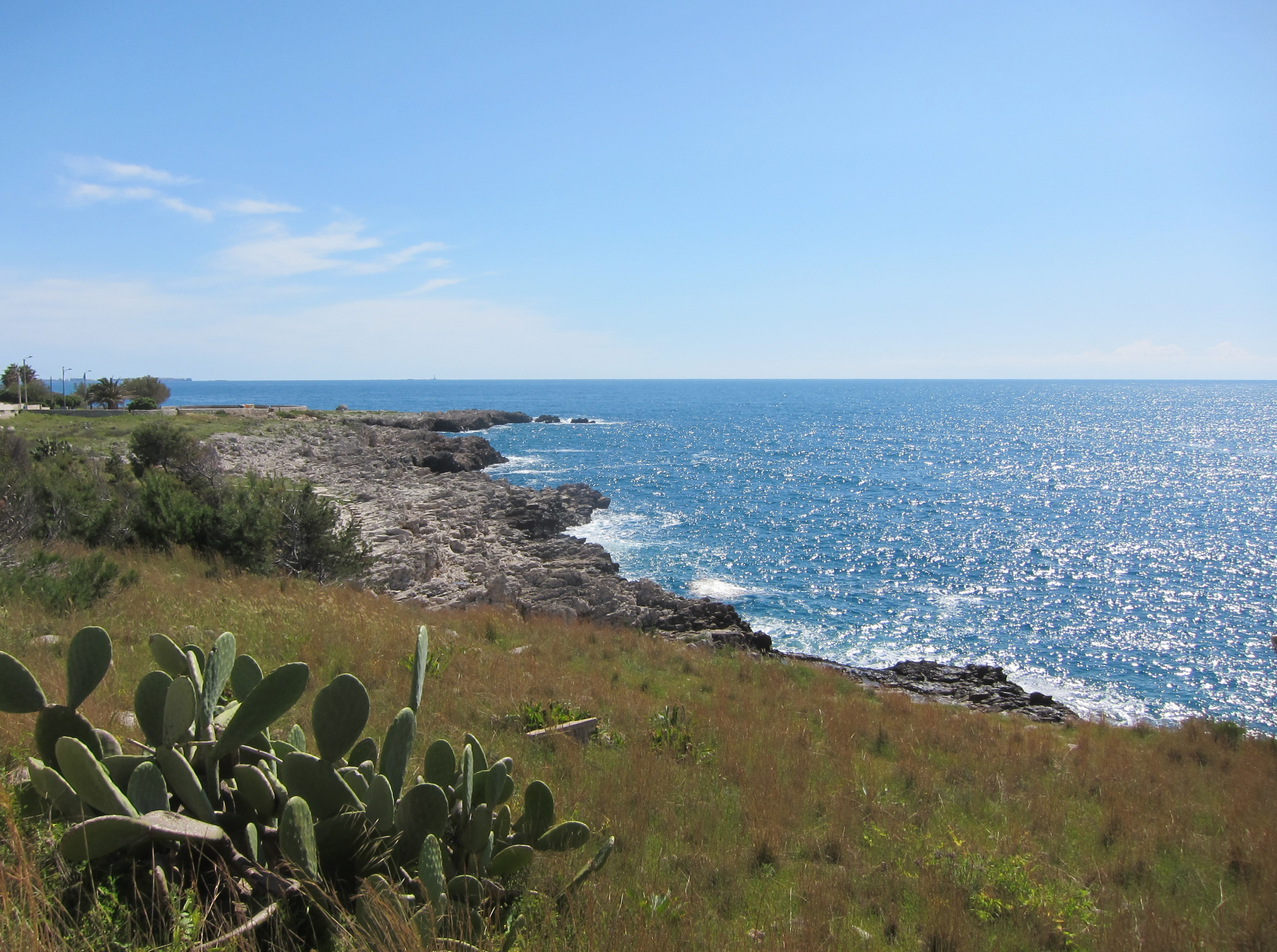
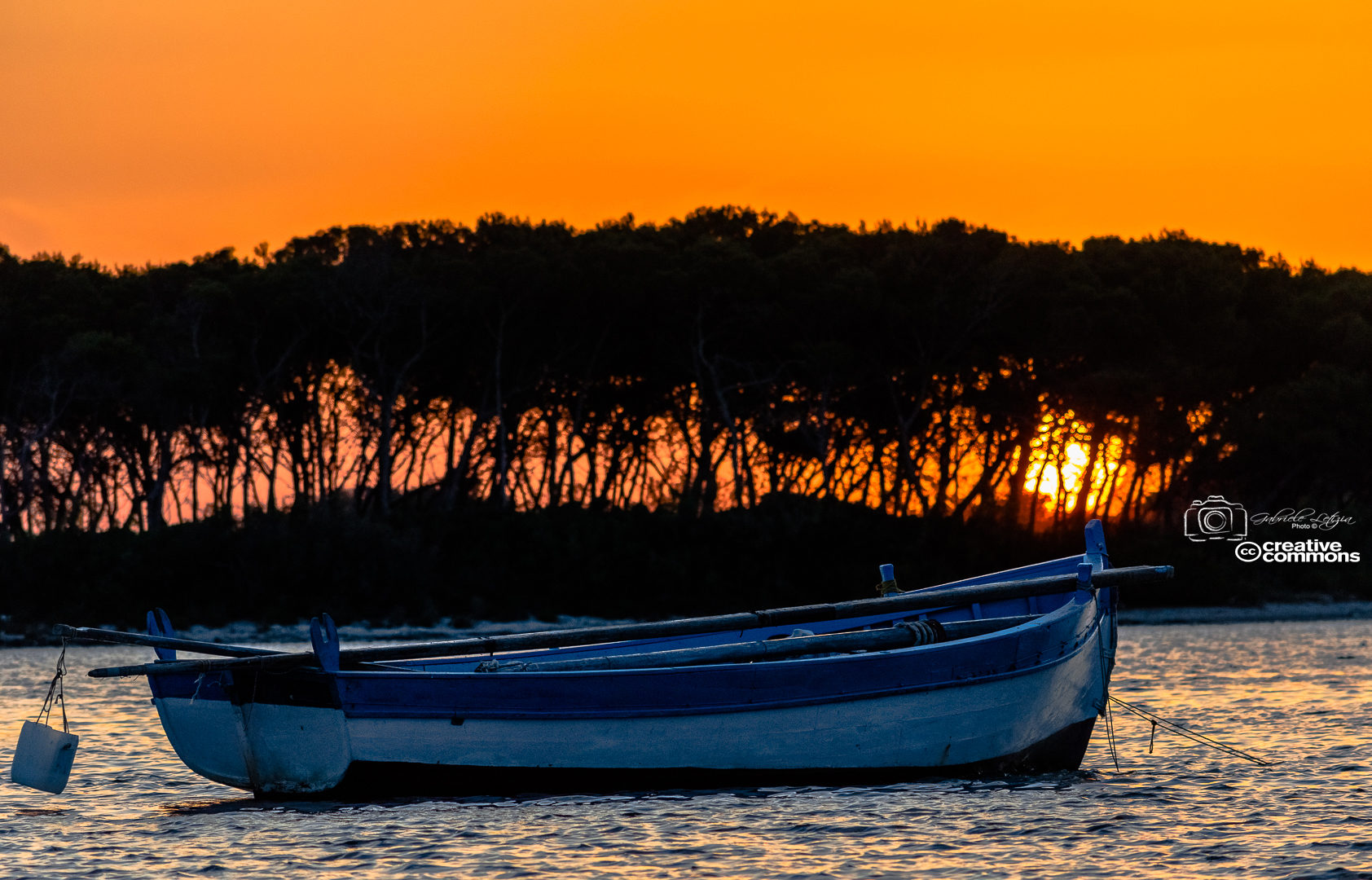
Atardecer en Porto Cesareo

## Historia
Los primeros asentamientos humanos presentes en Porto Cesáreo se remontan a los siglos XVIII y XVII Antes de Cristo. Durante el período del Imperio Romano, Porto Cesáreo o Cesárea Romana, gracias a su cercanía con  la Vía Trajana Salentina, tenía un papel estratégico de especial relevancia en el comercio con Calabria, Grecia y Sicilia. 
Después de la caída del Imperio Romano, debido al as incursiones de los turcos el puerto cayó en estado de completo abandono, al menos hasta que en 1500, el feudo de Nardò, del que Porto Cesáreo hizo parte, pasó en manos de los Acquaviva. 
El desarrollo progresivo de la agricultura  (trigo  y aceite)en la parte interior del Arnéo, necesitó un puerto desde el cual enviar los productos a Sicilia y a las Repúblicas Marítimas: fueron recuperados los muelles abandonados y fueron erigidas torres costeras para defenderse de las incursiones de los sarracenos. El trabajo de recuperación de la vasta área pantanosa que rodea Porto Cesáreo, comenzado durante el período fascista, permitió que la ciudad se convirtiese en un famoso sitio balneario y aumentase su flota pesquera.

## Economía
Porto Cesáreo hoy en día es una de las realidades turísticas y económicas más importante de Apulia. Las numerosas inversiones hecho en los últimos años, por un lado, han favorecido el nacimiento de pueblos turísticos, restaurantes y establecimientos de baño, y, por otro lado, ayudó a la administración municipal a preservar el medio ambiente marino, considerado por los expertos como uno de los más ricos y diversificado en todo el Mediterráneo.

## Evolución demográfica
| Gráfica de evolución demográfica de Porto Cesareo entre 1861 y 2001 |
|                                                                     |
| Fuente ISTAT - elaboración gráfica de Wikipedia                     |